# HD 72946
HD 72946，又名BD+07 1997，SAO 116931、HR 3396，是一颗恒星，视星等为7.25，位于銀經219.12，銀緯26.21，其B1900.0坐标为赤經8h 30m 32.3s，赤緯+6° 26.21′ 18″。